# Cecidomyia vaccinii
Cecidomyia vaccinii är en tvåvingeart som först beskrevs av Osten Sacken 1862.  Cecidomyia vaccinii ingår i släktet Cecidomyia och familjen gallmyggor. Inga underarter finns listade i Catalogue of Life.